# Страшний суд (ван дер Вейден)

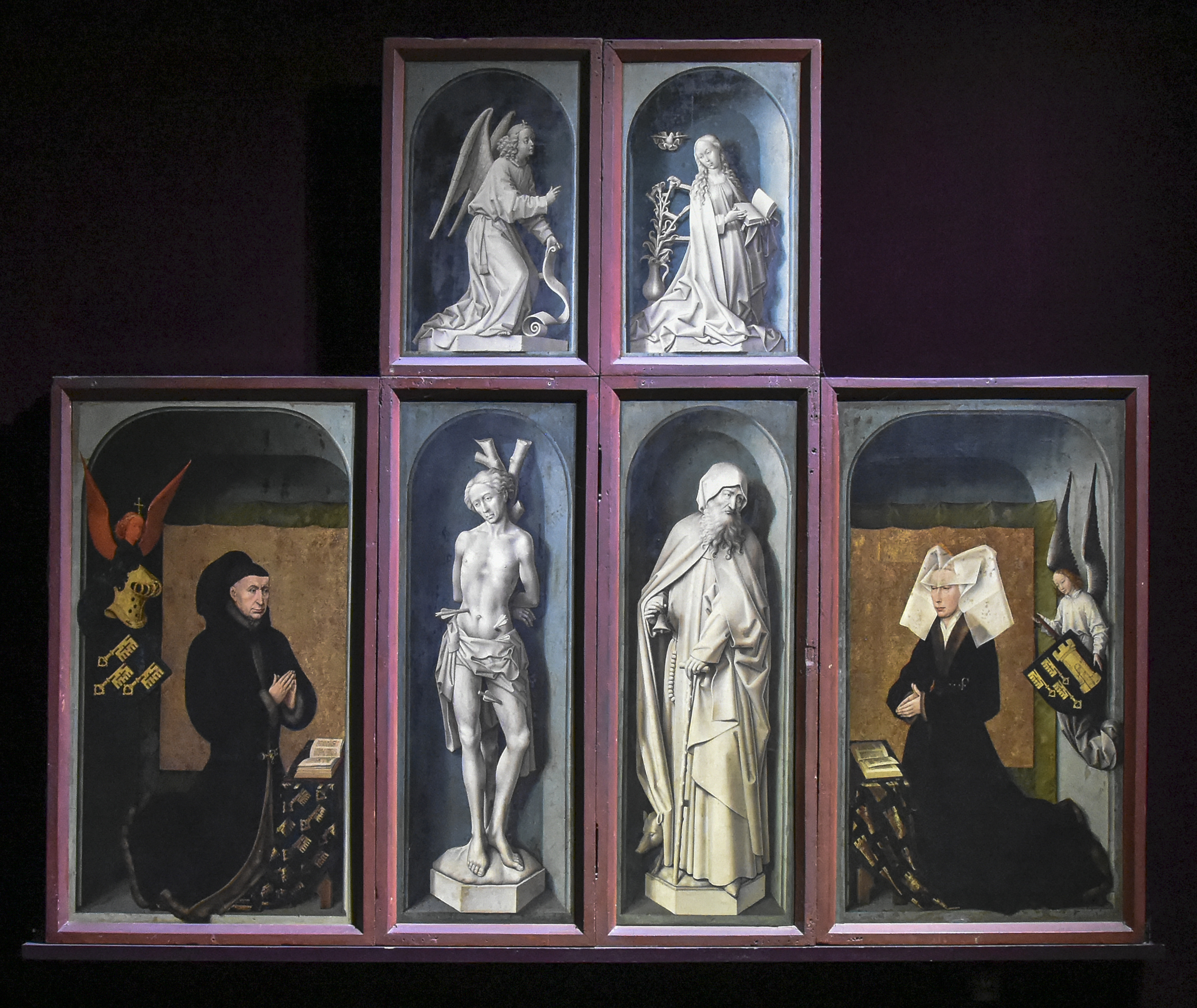
Поліптих «Страшний суд» у закритому стані

«Страшний суд» — вівтарний поліптих ранньонідерландського живописця Рогіра ван дер Вейдена, відомий також під назвою «Бонський вівтар». Робота, що датується періодом 1445—1450 років, складається із п'ятнадцяти картин, написаних на дев'яти дубових дошках (на шести з них — з обох боків). Картини поліптиха зображують сцену Страшного суду. На центральній дошці, що займає два ряди, зображений Ісус Христос із архангелом Михаїлом, які зважують на терезах людські душі, котрі вирушають або до райських воріт на лівому краю поліптиха, або до пекла на правому. Шість бічних стулок у складеному вигляді зображують святих і донаторів.
«Страшний суд» замовлений у 1443 році для Бонської богадільні бургундським канцлером Ніколя Роленом і його дружиною Гігон де Сален, згодом похованою перед вівтарем у капелі лікарні. Поліптих донині зберігається у цьому ж самому будинку, хоча і не на своєму первісному місці розташування — незадовільний стан змусив перемістити його у XX столітті на інше місце, щоб захистити від впливу сонячних променів і майже 300 000 щорічних відвідувачів.

## Історія
Філіп III Добрий призначив Ніколя Ролена бургундським канцлером у 1422 році, і той займав посаду протягом наступних 33 років, що зробило його заможною людиною. Ролен пожертвував значні кошти на заснування Бонської богадільні — пристанища для хворих у французькому місті Бон, нині відомому як історична лікарня «Готель-Дьє». Причини, що спонукали його заснувати лікарню у Боні, а не на своїй батьківщині в Отені, точно не відомі. Можливо, це було наслідком спалаху чуми, яка знищила багато населення між 1438 і 1440 роками, або жорстоких руйнувань, яких місто зазнало від мародерства банд — так званих «шкуродерів», які промишляли в сільській місцевості після громадянської війни між арманьяками і бургіньонами. У 1441 році Ролен отримав від папи Євгенія IV дозвіл на будівництво, і 31 грудня 1452 року богадільню було освячено. Ролен присвятив її святому Антонію Великому, який у середні віки зазвичай асоціювався з лікуванням від хвороб, і заснував орден бонських сестер- госпітальєрів. Дружина Ролена Гігон де Сален, як і його племінник Ян, взяла діяльну участь у заснуванні лікарні і служила в ній аж до своєї смерті у 1470 році.
Збереглися документи, які стосуються деталей замовлення, місця його встановлення у центральній частині капели і дати завершення роботи, що нетипово для нідерландського вівтарного живопису. Ролен звернувся до ван дер Вейдена приблизно у 1443 році, і до часу освячення лікарні поліптих, написаний у брюссельській майстерні художника (швидше за все, за допомогою учнів), був завершений  і доставлений в Готель-Дьє. Офіційно він вперше згадується в опису 1501 року, коли перебував у головному вівтарі.
Поліптих був призначений для попередження хворих про майбутнє загробне життя, щоб нагадувати їм про віру і спрямовувати думки до духовного. У XV столітті, коли медицина була занадто дорога і примітивна, духовна турбота про пацієнтів була не менш важливою, ніж лікування фізичних недуг, тому Ролен велів розмістити 30 ліжок у межах видимості «Страшного суду» для тих, хто вже був нездатний ходити, щоб приречені могли розглядати його крізь орнаментні грати.

## Опис
Поліптих виконує подвійну функцію — внутрішні дошки демонструють можливу потойбічну долю глядача, майбутню сувору альтернативу між раєм і пеклом, порятунком або прокляттям; зовнішні є надгробним пам'ятником донаторам. У закритому вигляді поліптих нагадує перевернутий хрест — форму, звичайну для різьблених ретабло XV століття. Збільшена зверху центральна дошка дозволяє розмістити монументальну фігуру Христа і небесну перспективу. Дане нововведення, яке можна спостерігати ще у «Знятті з хреста» ван дер Вейдена, надає поліптиху конфігурації готичної церкви, де нефи розташовувалися по обидва боки проходу до апсиди або хору.
Тема Страшного суду розроблялася у мистецтві з початку XI століття і стала дуже поширеною у настінних розписах, зазвичай зображуваних над головним виходом, де їх могли розглядати парафіяни, які виходять із церкви. Архангел Михаїл, що зважує душі, є одним із пізніх доповнень теми, яка вперше зустрічається в італійському живописі XII століття. Оскільки він не має біблійної основи в темі Страшного суду, часто проводяться дохристиянські паралелі, пов'язані з його участю, наприклад, із зображеннями Анубіса, що грає аналогічну роль у давньоєгипетському мистецтві.
На ван дер Вейдена, можливо, вплинув «Страшний суд» Штефана Лохнера, написаний близько 1435 року, із якого він міг запозичити піднесення над деісусом Христа, що сидить на веселці. Однак, на противагу жаху і хаосу, що панує на картині Лохнера, ван дер Вейден зі скорботною гідністю зображує сцену, цілком керовану з Небес безпристрасним Христом. Моралізаторський тон темної іконографії поліптиха може бути порівняний із Ізенгеймським вівтарем Маттіаса Грюневальда, також замовленим для втіхи хворих і помираючих у монастирі Святого Антонія в Ізенгеймі.

### Внутрішні дошки
За словами мистецтвознавця Лінн Джейкобс, виконання цілісного образу сцени через «усунення переходів між картинами є вельми примітним в історії поліптихів». Як і на «Триптиху сім'ї Шлюб» ван дер Вейдена, фоновий пейзаж плавно проходить по всіх картинах нижнього ряду. Небесна сфера, до якої спрямовуються прибулі оголені душі, представлена сліпучим золотим фоном, що охоплює майже всю ширину поліптиха.
Нижній ряд картин являє собою зображення Землі з виходами до Раю і Пекла. Поділ між його дошками ігнорується повністю, так що людська фігура, яка потрапляє на перетин, зображується з обох боків. Іконографія картини зосереджена на центральній дошці з Христом, що передвіщає настання Царства Небесного, і Святим Михаїлом. Земне і небесне на поліптиху чітко розділене, а піднесений над вівтарем Христос, який уособлює спокій і контроль над тим, що відбувається, надає всім іншим картинам балансу, впорядкованості і відчуття руху.
Воскресіння мертвих, показане ван дер Вейденом, було нерідким для зображень у тимпанах готичних соборів, зокрема, знайомого Ролену кафедрального собору святого Лазаря в Отені, що могло вплинути на вибір теми і композиції замовлення.

### Верхній ряд і центральна картина
Ісус вершить свій суд, сидячи на веселці і спираючись ногами на золоту сферу. Біля його правої руки, піднятої у благословенні, зображена лілія, у лівій — меч, що вказує на прийняті рішення про подальшу долю людських душ. Жести рук повторюють розташування терезів у руках архангела Михайла. На відкритих долонях і ступнях Христа видно рани, що кровоточать, отримані при розп'ятті на хресті, на грудях — рана від списа Лонгина. Обличчя Христа ідентично обличчю на "Триптиху сім'ї Шлюб, написаному лише кількома роками пізніше. На двох верхніх бічних стулках зображені ангели в білому літургійному вбранні, що підлітають до Христа із двох боків і тримають у руках Знаряддя Страстей Господніх .
Архангел Михаїл, втілення і провідник божественної справедливості, є єдиним персонажем, присутнім як на Небі, так і на Землі. З байдужим виразом обличчя він зважує на терезах душі, причому грішник переважує праведника, що незвично для християнського живопису. Михаїлу приділяється особлива увага на поліптиху, нетипова для зображень сцен Страшного суду, щоб підкреслити його важливість саме для мешканців хоспісу, які наближаються до загробного життя. Його ліва нога висунута вперед, немов архангел збирається вийти за межі картини, а погляд, спрямований на глядача, натякає, що суд очікує не тільки на зображені душі. Фігура архангела, вбраного в осяйний білий стихар під червоною витканою золотом ризою, домінує в нижньому ряду, гіпнотично привертаючи увагу глядача. Його оточують четверо летючих херувимів, які кличуть мертвих на суд грою на трубах. Червоний їх одяг на тлі блакитного неба під золотим сяйвом небесної сфери підсилює контрастність сліпучого стихаря Михаїла, підкреслюючи роль апостола в тому, що відбувається.
Культ архангела Михаїла розвинувся у Франції XV століття швидше за все завдяки легенді про його явління Жанні д'Арк. Михаїл вважався хранителем померлих, а епідемія чуми в регіоні, один зі спалахів котрої стався у 1441—1442 роках, незадовго до заснування Бонського хоспісу, значно збільшив вплив архангела. Приблизно тоді ж досягло свого піку паломництво до Мон-Сен-Мішель у Нормандії, що сприяло зростанню мешканців хоспісу, і акцентування поліптиха на архангелі Михаїлі для спраглих зцілення мало особливе значення.
Біля ніг архангела піднімаються з могил мертві, чиї фігури виглядають крихітними у порівнянні з Христом і святими. Врятовані душі славлять Христа і біжать вервечкою наліво, до райських воріт, де їх вітає ангел ; засуджені, втупившись у землю, відправляються направо і, затягуючи за собою один одного, натовпом провалюються до Пекла на вічні муки. Фігури і тих, і інших відповідають положенню рук Спасителя. Мистецтвознавець Лорн Кемпбелл відзначає глибоко песимістичний погляд ван дер Вейдена на долі людства, виражений у значній перевазі грішників над праведниками, у порівнянні, наприклад, зі «Страшним судом» Штефана Лохнера, де до райських воріт прямує ціла юрба.
Ліворуч від Христа, під лілією, написані його слова з Євангелія від Матвія : VENITE BENEDICTI PATRIS MEI POSSIDETE PARATUM VOBIS REGNUM A CONSTITUTIONE MUNDI (Прийдіть, благословенні Отця Мого, наслідуйте Царство, уготоване вам від створення світу. Мв. 25:34), праворуч під мечем: DISCEDITE A ME MALEDICTI IN IGNEM ÆTERNUM QUI PARATUS EST DIABOLO ET ANGELIS EJUS (Ідіть від Мене, прокляті, у вогонь вічний, уготований дияволу і ангелам його. Мв. 25:41). Слова про врятованих, написані білою фарбою, що робить їх нерозбірливими в репродукціях, читаються знизу догори, до небес; про проклятих — у протилежному напрямку.

### Нижній ряд
По обидва боки від Михаїла зображено багатофігурний деісус з Дівою Марією, Іваном Хрестителем, дванадцятьма апостолами і святими отцями. Апостоли сидять півколом за спинами Богоматері і Хрестителя, починаючи від Петра у червоному вбранні зліва і закінчуючи Павлом у зеленому справа. Решта семеро персонажів — король, папа, єпископ, чернець і три жінки — точно не ідентифіковані і можуть являти собою як типові образи, так і портрети конкретних людей.
Рай на поліптиху представлений входом до Небесного Граду під тонкими променями світла, виконаним у сучасному для автора готичному стилі. Сам вхід зовні нагадує вхід до Бонського хоспісу. Рай займає одну дошку поліптиха, тоді як Пекло поширюється на сусідню, можливо, як натяк на його велику широту і всепроникнення гріха. Зазвичай на картинах про Страшний суд грішники зображувалися катованими чортами і злими духами, а тут єдиним свідченням їхніх мук є вираз облич. Першим цю деталь відмітив Ервін Панофскі, який висловив припущення, що ван дер Вейден ставив завдання передати муку радше як внутрішній стан, аніж зовнішній вплив.

### Зовнішні дошки
Зовнішні дошки являють собою дві бічні стулки з портретами схилених у молитві донаторів і чотири картини, виконані у техніці гризайль, із зображенням статуеток святого Себастьяна, святого Антонія і архангела Гавриїла, який несе добру звістку Діві Марії. Святий Себастьян вважався заступником від чумних епідемій, Антоній — від шкірних захворювань і ерготизма, відомого із середньовіччя під назвою «вогонь святого Антонія». Обидва святих тісно асоціювалися з бургундським двором: Філіп Добрий народився у день святого Антонія і мав позашлюбного сина на ім'я Антоній. Таке ж ім'я носили двоє синів Ролена і, крім того, він був членом королівського лицарського ордену Золотого Руна, святим покровителем якого був святий Себастьян.
На відміну від внутрішніх дощок, зовнішні значно різняться композицією. Всі персонажі строго розділені по окремих нішах, а колірні схеми портретів донаторів і статуеток святих різко контрастують один з одним.
Як і в інших поліптихах середини XV століття, зовнішні дошки багато запозичили з Гентського вівтаря 1432 року, зокрема, поєднання натуралістичних портретів донаторів з імітацією статуеток святих і трактування сцени Благовіщення. Така іконографія більше не зустрічається на жодній іншій роботі ван дер Вейдена, що дозволяє припустити вимогу замовника наслідувати приклад ван Ейка. Не схильний до наслідування ван дер Вейден організував персонажів зовнішніх дощок у концентрованій і компактній формі. На думку деяких мистецтвознавців, зовнішні дошки «Страшного суду» ван дер Вейдена донині залишаються одним із найбільш ефектних прикладів тромплея у живопису.
| - Портрет Ніколя Ролена на картині «Страшний суд» Рогіра ван дер Вейдена - Його ж портрет на картині «Мадонна канцлера Ролена» Яна ван Ейка |

На тьмяному тлі зовнішніх дощок колористично виділяється червоний ангел із золотим шоломом і ключами на гербі, за яким впевнено ідентифікується його власник, як і його дружина за своїм гербом. Ролен і де Сален вклякнули біля переносних вівтарів, покритих тканиною з їх гербовими емблемами. Де Сален, відома благочестям та щедрістю і яка є, можливо, ініціатором будівництва хоспісу, зображена на правій бічній стулці, що традиційно вважалося менш вигідною позицією, ніж зліва, і асоціювала її з Євою, первородним гріхом і гріхопадінням людини.
Зовнішність Ролена на поліптиху має помітну схожість з іншим його більш раннім портретом — «Мадонною канцлера Ролена» ван Ейка, написаною близько 1435 року, хоча за минуле десятиліття деяка пихатість і зарозумілість змінилися у нього замисленістю і смиренням. Можливо, ван дер Вейден дещо згладив вади зовнішності і літній вік канцлера, зменшивши незвичайну форму його губ, збільшивши очі і піднявши брови. На думку Лорна Кемпбелла, зображення на портреті ван Ейка більш точне, оскільки є безпристрасним описом, тоді як ван дер Вейден стилізував портрет, вклавши у нього власне особисте бачення.

## Стан поліптиха
Частина картин знаходилася в незадовільному стані через потемніння фарб, накопичення бруду і невдалих реставрацій у минулому. Поліптих безперервно знаходився у капелі «Готель-Дьє» з моменту встановлення до епохи терору за часів Французької революції, коли його сховали на горищі на кілька десятиліть. Витягнутий згодом поліптих визнали дещо непристойним, оголені тіла нижнього ряду були зафарбовані одягом і язиками полум'я, а деякі частини картин побілені. У 1836 році «Страшний суд» потрапив у розпорядження Комісії зі старожитностей, яка ухвалила рішення про проведення реставрації поліптиха, що відбулася лише чотирма десятиліттями пізніше — між 1875 і 1878 роками. Більшість із недавніх доповнень було вилучено, але зі значним ушкодженням для оригіналу , наприклад, втрата пігменту фарби на стінах із портретами донаторів, які спочатку були червоними і золотими. Світло-зелена окантовка завіси на портреті де Сален спочатку була блакитною, а щит у руках ангела — синім. Загальна збереженість центральних внутрішніх дощок краща, ніж у бічних і зовнішніх.
Частина картин згодом була перенесена на полотно. Дошки бічних стулок латерально відокремлені одна від одної, щоб зовнішні і внутрішні картини могли демонструватися одночасно. Раніше стулки відкривали тільки у визначені неділі і церковні свята. Оригінальні рами частини картин збереглися до нашого часу.